# Frida Leider
Frida Leider (Berlin, 18 avril 1888 - Berlin, 4 juin 1975) est une interprète des grands rôles de sopranos wagnériens.
Parmi ses plus grands rôles, on compte ceux d'Isolde, de Brünnhilde, de Fidelio, ou encore de Donna Anna.

## Biographie et carrière
Pendant ses jeunes années berlinoises, elle se forme auprès de la sœur d'Alban Berg, Smaragda Berg von Eger.
Elle fait ses débuts dans des scènes provinciales allemandes, à l'âge de 26 ans et son premier rôle des Vénus dans Tannhäuser (opéra). Dans les années 1920, Frida Leider alterne les rôles wagnériens avec Florence Austral à Covent Garden, et toutes deux enregistrent de larges extraits de la Tétralogie pour La Voix de son maître.
À partir de 1923, elle est la prima donna du Staatsoper Unter den Linden de Berlin. Pendant une quinzaine d'années, Frida Leider se produit fréquemment en tant qu'invitée au Royal Opera House de Covent Garden à Londres, où sa popularité est immense, au Metropolitan Opera de New-York, à la Scala de Milan (Brünnhilde en italien en 1927), ainsi qu'à l'opéra de Vienne et à l'opéra de Munich. A côtés des rôles wagnériens qui sont sa signature, elle chante également Donna Anna dans Don Giovanni, Léonore dans Fidelio, la maréchale de Der Rosenkavalier ou encore Amélia dans Un ballo in maschera. Elle chanta même quelques Norma.
Bien entendu, elle se produit également au Festival de Bayreuth, où elle est le soprano vedette incontesté des années 1930 et la grande partenaire du ténor Lauritz Melchior, son quasi-contemporain, tous les deux formant un des légendaires duos de Tristan et Isolde. Elle a été une des plus grandes Isolde du XXe siècle.
En 1933, elle chante à Bayreuth Brünnhilde dans un nouveau Ring richement produit par Heinz Tietjen, également directeur de l'opéra de Berlin. Elle est ensuite obligée de quitter l'Allemagne nazie en 1938, son mari, le professeur Deman, étant juif et conduit à s'exiler en Suisse. Cette rupture avec l'univers des théâtres d'opéra allemands va marquer douloureusement cette grande chanteuse. Elle se produit pour la dernière fois au Met en 1934. Les raisons de la rupture avec la scène new-yorkaise ne sont pas claires : l'artiste invoque un sentiment anti-allemand alors que les archives du Met laissent deviner des désaccords sur les cachets.
Après la guerre, elle revient en Allemagne (Est), se consacre aux Lieder et enseigne de 1948 à 1958 à la Musikhochschule de Berlin.
Sa voix était d'une « ampleur considérable, capable d'allègements étonnants », avec « un timbre émouvant, humain ». Selon André Tubeuf, alliant ces qualités de volume et de plasticité de la voix, elle a créé le type moderne de la chanteuse wagnérienne, et en particulier à travers son interprétation du rôle d'Isolde, avec « une mezza voce d'une beauté absolument exceptionnelle », un « format héroïque [qui] allait avec le ton de l'humain. »

## Discographie
- CD double, Naxos Historical, coll. « Great Singers » : Frida LEIDER A vocal Portrait 1921-1943 (réf 8.110744-45), comprenant, entre autres, des extraits de Tristan und Isolde (avec Lauritz Melchior), en 1929, la scène finale de Götterdämmerung (1928), les Wesendonck Lieder (1925)...
- Extraits d'opéras de Wagner dans le coffret de CD édité par EMI en 1991 : Les Introuvables du chant wagnérien.
- Extraits d'opéras de Mozart dans le coffret édité par EMI en 1991 : Les Introuvables du chant mozartien.
- Extrait de Don Carlo (Eboli), dans le coffret EMI en 2000 : Les introuvables du chant verdien.
- Airs de Gluck, Mozart, Wagner, 2006, Lebendige Vergangenheit